# Aar (Dill)
De Aar is een zijrivier van de Dill in de Duitse deelstaat Hessen met een lengte van circa 20,6 kilometer. De rivier ontspringt bij Erda (gemeente Hohenahr), een dorp in het Gladenbacher Bergland en stroomt westwaarts om in Herborn-Burg in de Dill uit te monden.
De bovenloop van de Aar bestaat uit twee bronbeken, de Ahrbach en de Brühlsbach die in de omgeving van Erda ontspringen op een hoogte van meer dan 300 meter. De twee bronbeken vloeien vlak ten noorden van dit dorp samen en stromen vanaf hier verder als de Aar. De rivier stroomt westwaarts langs Mudersbach, Bischoffen, Offenbach, Bicken, en Herborn-Seelbach naar de monding in Herborn-Burg op 210 meter hoogte. Van de bron tot de monding heeft de Aar dus een hoogte van meer dan honderd meter.
Bij Mudersbach voedt de rivier de Aartalsee, een circa vier kilometer lang stuwmeer. Bij Mudersbach monden de Stadterbach en de Wilsbach uit in de Aar, bij Bischoffen de Siegbach en bij Seelbach de Monzenbach.